# Tanaecia calliphorus
Tanaecia calliphorus är en fjärilsart som beskrevs av Felder 1861. Tanaecia calliphorus ingår i släktet Tanaecia och familjen praktfjärilar. Inga underarter finns listade i Catalogue of Life.

## Bildgalleri

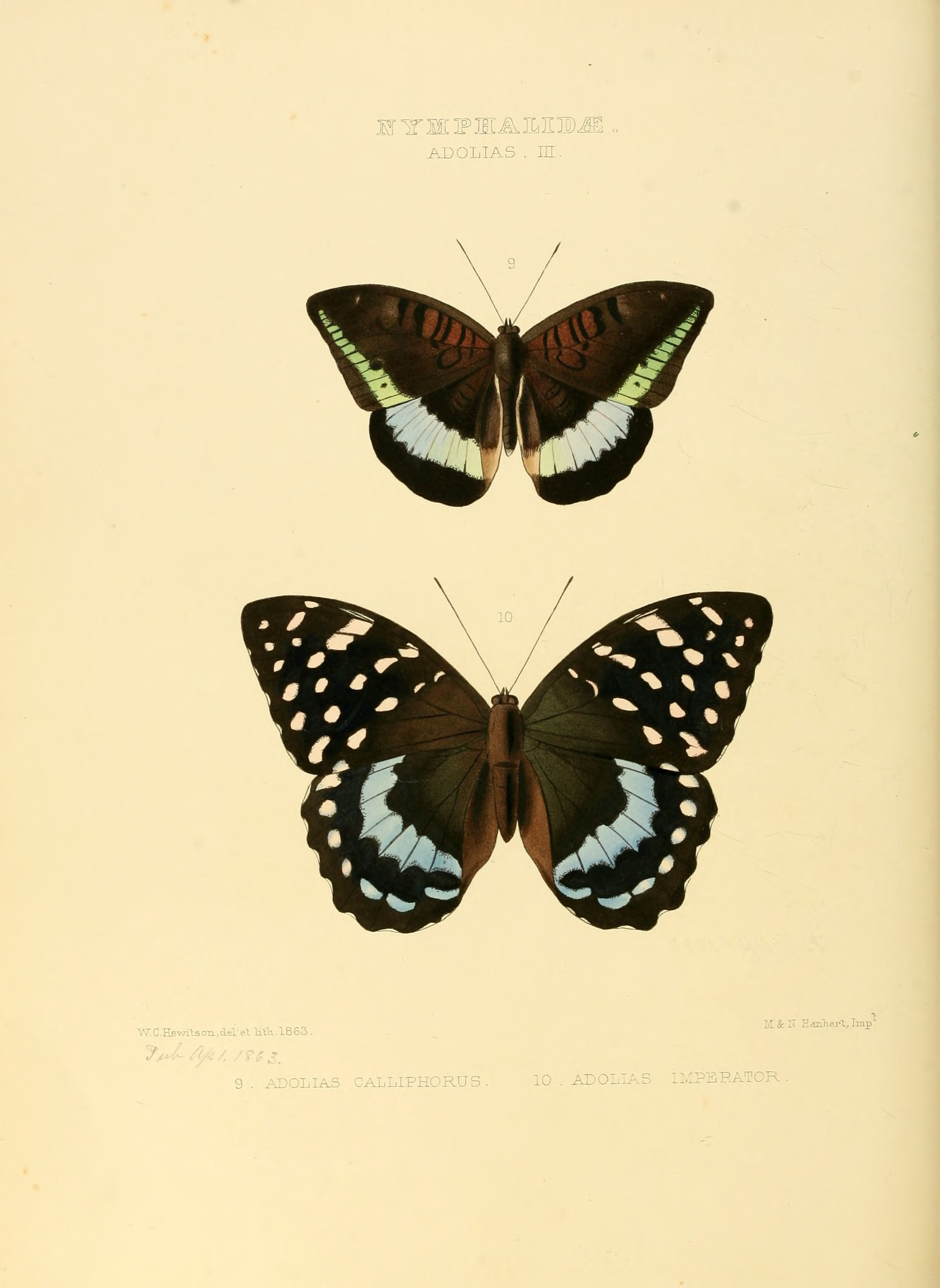